# Mas Blanquet (Perafort)
Mas Blanquet és una masia del municipi de Perafort (Tarragonès) inclosa en l'Inventari del Patrimoni Arquitectònic de Catalunya.

## Descripció
Es tracta d'un mas dedicat primordialment als treballs del camp, l'encarregat del qual és el gendre de l'actual propietari.
Es tracta d'una obra força rústega, feta fonamentalment de paredat, el ciment s'ha emprat a les parts més recents.
Té un cos central, amb planta baixa i pis, coberts a dues vessants paral·lels a la façana. A més té uns cossos afegits a la banda dreta i un altre gran cos, el més recent, a l'esquerra, amb teulada a dues vessants perpendicular a la façana.

## Història
L'actual mas és el resultat de tres èpoques d'edificació diferents, com a ampliació del primer nucli central, on habita la família propietària -que resideix habitualment al Catllar.
El cos de l'esquerre és l'afegit més recent i on resideixen els masovers.
El medi natural que envolta el mas està totalment deteriorat, ja que, des de la instal·lació de les indústries petroquímiques ENPETROL i CALATRAVA a la banda oest, ha desaparegut pràcticament la vida animal i les plagues al camp augmenten.